# Cappadocia, Abruzzo
Cappadocia är en ort och kommun i provinsen L'Aquila i regionen Abruzzo i Italien. Kommunen hade 552 invånare (2018).